# Lance Crouther
Lance Crouther es un actor y productor de televisión estadounidense. Fue el principal escritor en el programa de variedades de TBS Lopez Tonight hasta 2010, y fue el escritor de las películas Down to Earth, Wanda at Large, y Good Hair, entre otras. Como actor, protagonizó la comedia Pootie Tang.

## Filmografía

### Escritor
- Lopez Tonight (2009–2010)
- Good Hair (2009)
- Frank TV (2008)
- Real Time with Bill Maher (2006–2007)
- Everybody Hates Chris (2006)
- Wanda Does It (2004)
- On the Record with Bob Costas (2002–2004)
- Wanda at Large (2003)
- The Wayne Brady Show (2001–2003)
- Down to Earth (2001)
- The Chris Rock Show (1997)
- The Gregory Hines Show (1998)

### Actor
- Pootie Tang (2001)
- CB4 (1993)
- Fear of a Black Hat (1993)
- Class Act (1992)
- Talkin' Dirty After Dark (1991)
- Lifestories (1990)